# Polystichum lancilobum
Polystichum lancilobum är en träjonväxtart som beskrevs av Carl Frederik Albert Christensen. Polystichum lancilobum ingår i släktet Polystichum och familjen Dryopteridaceae. Inga underarter finns listade.